# Collected Stories of William Faulkner
Collected Stories of William Faulkner est un recueil de nouvelles de William Faulkner publié en août 1950, regroupant quarante-deux nouvelles écrites entre 1925 et 1942. L'édition fut supervisée par l'auteur, qui regroupa ses œuvres en six sections distinctes.

## Historique
Dans les années 1930, William Faulkner avait regroupé ses nouvelles, dont certaines avaient préalablement été publiées dans des journaux, dans deux recueils, These 13 (paru en 1931) et Doctor Martino and Other Stories (paru en 1934). En 1946, Malcolm Cowley, qui venait de rassembler et de préfacer un Portable Faulkner mêlant nouvelles et extraits de roman (paru chez Viking Press), suggéra à Faulkner de publier ses nouvelles selon une organisation cyclique, ou thématique. Deux ans plus tard, Albert Erskine, éditeur chez Random House mit en chantier ce troisième recueil, secondé par Robert K. Haas et Saxe Commins. Bien que dubitatif face au bien-fondé de l'entreprise, l'écrivain se laisse convaincre par ses éditeurs, en particulier par Cowley, chez qui il séjourna quelques jours en octobre 1948. Le 1er novembre, il lui adresse un plan quasi définitif et lui confie : « plus j'y pense, plus l'idée me plaît », envisageant même d'écrire une préface.

« même pour un recueil de nouvelles, la forme, la cohésion, ne sont pas moins importantes que pour un roman : c'est une entité indépendante, autonome, visant à une tonalité unique et à une cohésion contrapuntique, et tendue vers une seule fin, un seul finale. »

Ce volume de 1950 est le seul de ses recueils de nouvelles que Faulkner prit véritablement le temps de concevoir, de composer et d'organiser, lui donnant le statut d'œuvre à part entière, à l'instar de ses romans. Il choisit le titre et la distribution de six sections thématiques et organise une alternance régulière entre histoires sérieuses ou tragiques et histoires comiques. Il reprend vingt-cinq des vingt-sept nouvelles publiées dans les deux recueils précédents, écartant Le Chien et Fumée respectivement intégrées aux romans Le Hameau et Le Gambit du cavalier. L'écrivain se montrera satisfait du résultat : « Vous [...] aviez raison pour le recueil [...] : ça tient debout, étonnamment bien après dix ou vingt ans. »

## Composition
Les textes ont été traduits en français par René-Noël Raimbault et Charles P. Vorce, sauf mention contraire.
I. La Campagne (« The Country »)
- L'Incendiaire[N 1] (« Barn Burning »)
- Les Bardeaux du Bon Dieu[N 1] (« Shingles for the Lord »)
- Les Hommes de haute stature[N 2] (« The Tall Men »)
- Une chasse à l'ours[N 2] (« A Bear Hunt »)
- Deux soldats[N 1] (« Two Soldiers »)
- Ne disparaîtra pas[N 2] (« Shall Not Perish »)

II. Le Village (« The Village »)
- Une rose pour Emily[N 3] (« A Rose for Emily »)
- Chevelure (« Hair »)
- Centaure de cuivre[N 1] (« Centaur in Brass »)
- Septembre ardent[N 3] (« Dry September »)
- Course à la mort (« Death Drag »)
- Elly (« Elly »)
- Uncle Willy[N 1] (« Uncle Willy »)
- Un mulet dans la cour[N 1] (« Mule in the Yard »)
- Ça sera épatant[N 1] (« That Will Be Fine »)
- Soleil couchant[N 3] (« That Evening Sun »)

III. La Forêt sauvage (« The Wilderness »)
- Feuilles rouges (« Red Leaves »)
- Un juge (« A Justice »)
- Courtiser dans l'ancien temps[N 1] (« A Courtship »)
- Pauvres Indiens ![N 1] (« Lo! »)

IV. La Terre vaine (« The Wasteland »)
- Ad astra (« Ad Astra »)
- Victoire (« Victory »)
- Crevasse (« Crevasse »)
- À tour de rôle (« Turnabout »)
- Tous les pilotes morts (« All the Dead Pilots »)

V. L'Entre-deux-mondes (« The Middle Ground »)
- Wash (« Wash »)
- Honneur (« Honor »)
- Le Docteur Martino (« Doctor Martino »)
- Chasse au renard (« Fox Hunt »)
- Pennsylvania Station[N 1] (« Pennsylvania Station »)
- L'Artiste en sa maison[N 1] (« Artist at Home »)
- La Broche[N 1] (« The Brooch »)
- Ma grand-mère Millard, le général Bedford Forrest et la bataille de Harrykin Creek[N 1] (« Grandmother Millard »)
- Eldorado[N 2] (« Golden Land »)
- Il était une reine (« There Was a Queen »)
- Victoire dans la montagne (« Mountain Victory »)

VI. Au-delà (« Beyond »)
- Au-delà (« Beyond »)
- Musique noire (« Black Music »)
- La Jambe (« The Leg »)
- Mistral (« Mistral »)
- Divorce à Naples (« Divorce in Naples »)
- Carcassonne (« Carcassonne »)

## Réception
Quatre mois avant l'attribution du Prix Nobel de littérature, Collected Stories représente le couronnement de la carrière de Faulkner en tant qu'auteur de nouvelles, et également sa fin : ayant désormais les moyens de se consacrer entièrement à l'écriture de romans, il n'écrirait ensuite qu'à peine une demi-douzaine de nouvelles. Le recueil, extrêmement bien reçu, établit définitivement la réputation de Faulkner, l'influente New York Times Book Review le plaçant « au-dessus de tous les écrivains américains depuis James et peut-être depuis Melville ». Il est vrai que l'univers de Faulkner n'était plus limité au seul Yoknapatawpha, étendant son champ romanesque dans d'autres villes des États-Unis, à New York (Pennsylvania Station) et Hollywood (Eldorado), et même jusqu'en Europe, avec l'Italie qu'il avait visitée brièvement en 1925 (Divorce à Naples), au nord de la France, à la mer du nord et à l'Allemagne lors de la Grande Guerre (nouvelles de la section La Terre vaine). 

## Récompense
Le recueil valut à Faulkner le National Book Award en mars 1951, ce qui fit dire ironiquement à l'auteur : « J'aurais pu écrire un livre de cuisine cette année-là, et ils m'auraient tout de même donné le National Book Award », faisant référence à l'obtention de son Prix Nobel, quelques mois auparavant.

## Éditions françaises
Jusqu'en 2017, il n'existait pas d'édition française reprenant l'agencement des nouvelles effectuées par l'auteur, bien que celles-ci étaient toutes disponibles en français, publiées dans divers recueils :
- Treize histoires, trad. René-Noël Raimbault et Charles P. Vorce avec la collaboration de Maurice-Edgar Coindreau, préface René-Noël Raimbault, Collection « Blanche », Gallimard, mars 1939  (ISBN 978-2072435386). Réédition « Folio » (no 2300), Gallimard, octobre 1991  (ISBN 978-2070384143). Reprise du recueil américain original These 13, Jonathan Cape & Harrison Smith, New York, 1931.
- Le Docteur Martino et autres histoires, trad. René-Noël Raimbault et Charles P. Vorce, Gallimard, 1948. Réédition en Collection « Folio » (no 3876), Gallimard, mai 2005  (ISBN 9782070301041). Reprise du recueil américain original Doctor Martino and Other Stories, Harrison Smith & Robert Haas, New York, 1934.
- Histoires diverses, trad. René-Noël Raimbault et Céline Zins, Collection « Du monde entier », Gallimard, 1968  (ISBN 978-2070223459). Ce recueil reprend les dix-sept nouvelles de Collected Stories qui n'avaient pas été publiées dans les précédents recueils.

En mars 2017 paraît, dans la Bibliothèque de la Pléiade, l'intégrale des nouvelles de Faulkner, qui reprend l'édition américaine originale de Collected Stories en respectant l'agencement effectuée par l'auteur, sous le titre Nouvelles recueillies, dans des traductions entièrement révisées par François Pitavy,.